# Jimmy Iovine
James "Jimmy" Iovine (født 11. marts 1953) er en amerikansk musikproducer, iværksætter og formand for Interscope-Geffen-A & M.

## Biografi
Iovine blev født i Brooklyn og begyndte sin karriere som lydtekniker i midten af 1970'erne, hvor han arbejdede med John Lennon og Bruce Springsteen. Han fortsatte med at producere albums for U2 (Rattle & Hum), Tom Petty & The Heartbreakers, Stevie Nicks, Simple Minds, Dire Straits, Flame byder Marge Raymond og Patti Smith. Iovine etablerede Interscope Records i 1991 med udgivelsen af Gerardo 's Mo 'Ritmo. Det blev Interscope-Geffen-A & M efter Universal's overtagelse af PolyGram, da Iovine blev forfremmet til medformand; i 2001, blev han formand.
Han er krediteret for at have givet Eminem's demobånd til Dr. Dre, der underskrev ham til Aftermath label. I 2002 producerede Iovine hits til Eminem-filmen, 8 Mile og i 2004 underskrev han og Paul Rosenberg en aftale med Paramount Pictures og MTV Films for deres Interscope/Shady/Aftermath banner. Iovine co-producerede den første film under den aftale, Get Rich or Die Tryin', med 50 Cent i hovedrollen. I januar 2008, udgav Dr. Dre, Monster Cable og Iovine "Beats by Dr. Dre" hovedtelefoner. I 2003 blev han med-producent på Enrique Iglesias' album Seven. Iovine er også producent med LeBron James og Maverick Carter på dokumentarfilmen More Than A Game som blev udgivet i efteråret 2009.
Han var tidligere gift med forfatter og tidligere model Vicki Iovine, forfatter til The Girlfriend's Guide to Pregnancy, og har fire børn og en udvidet familie, der bor i Staten Island, New York.